# Куровечка
Куровечка (укр. Куровечка) — село в Волочисском районе Хмельницкой области Украины.
Население по переписи 2001 года составляло 232 человека. Почтовый индекс — 31258. Телефонный код — 3845. Занимает площадь 1,198 км². Код КОАТУУ — 6820987203.

## Местный совет
31258, Хмельницкая обл., Волочисский р-н, с. Сарнов